# توره لوکولوکو
توره لوکولوکو (انگلیسی: Tore Lokoloko؛ زاده ۲۱ سپتامبر ۱۹۳۰ – درگذشته ۱۳ مارس ۲۰۱۳) سیاست‌مدار اهل پاپوآ گینه نو بود. وی از ۱ مارس ۱۹۷۷ تا ۱ مارس ۱۹۸۳ فرماندار کل پاپوآ گینه نو بود.
توره لوکولوکو در ۱۳ مارس ۲۰۱۳، در سن ۸۲ سالگی بر اثر نارسایی تنفسی درگذشت.